# Бахрушин Олексій Олександрович
Бахру́шин Олексій Олександрович (рос. Бахрушин Алексей Александрович 31 січня, 1865 — 7 червня, 1929) — російський купець і меценат, більш відомий як прихильник історії театру і колекціонер театральної старовини. Засновник першого в світі театрального музею.

## Життєпис
Народився в Москві і походив з родини заможних московських купців. Освіту отримав в приватній гімназії Ф. Креймана. По закінченні гімназії залучився до родинного бізнесу. До 1917 року був директором «Товарищества кожевенной и суконной мануфактуры А. Бахрушин и сыновья». Бахрушини були меценатами і благодійниками. Олексій Бахрушин продовжив традицію і здійснював патронаж лікарні та прихистку для бідних братів Бахрушиних, керував московським Народним будинком на Введенській площі. У 1901-1906 роках його обирали гласним (депутатом) Московської державної думи.

## Початок колекціонування
Колекціонерську діяльність Олексій Бахрушин почав під впливом двоюрідного брата — Олексія Петровича Бахрушина, пристрасного колекціонера. Першою темою збірок були витвори східного мистецтва. Потім було захоплення Наполеоном Бонапартом. Обидва хобі Олексія Бахрушина ще були імітацією чужої діяльності за прикладом, відбитком незрілості і пошуків молодості.
Пристрасть до театру мали майже всі Бахрушини. Шестирічним хлопцем його вивозили на вистави до Большого театру в Москві. Молодиком від був прихильником Малого театру і почав збирати театральні програмки та фото популярних акторів. Сам спробував грати на сцені Перловського театрального гуртка, але далі цього не йшло.
Спочатку театральне мистецтво цікавило Бахрушина взагалі і стало темою колекціонування трохи несподівано. Він побився об заклад з купцем Купріяновим Н. А., щоб дізнатися, хто збере більше театральних артефактів за один рік. Термін був довгим, але Олексій Бахрушин не зволікав і збирав пристрасно і цілеспрямовано — і виграв. Перемога не охолола колекціонера, бо відкрила в ньому дослідника і поціновувача театральної історії. До того ж, це була досить нова тема, і Бахрушин довго не мав серйозних конкурентів. У ньому народилася особа дослідника і історика театру, що спрямувала його ж діяльність на роки вперед.

## Музей з двома датами народження

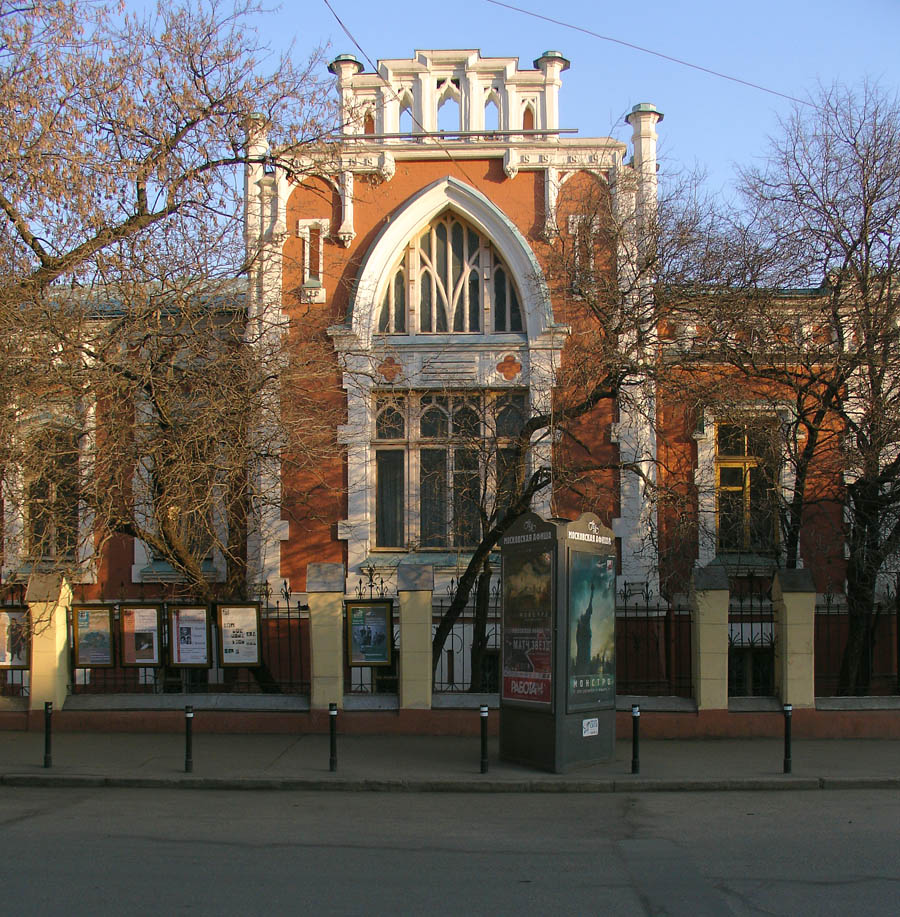
Первісне помешкання музею на сучасній Павелецькій площі в Москві.

30 травня 1894 року історики вважають датою відкриття першого московського літературно-театрального музею (так його охрестили). У цей день Бахрушин вперше показав товариству свою колекцію.
До нього почали звертатись науковці, історики театру, друкарі, театральні режисери. Адже він мав таку збірку, якої ще не було ніде в Європі. Власну колекцію Бахрушин неодноразово подавав на виставки, серед них і 1900 року на Всесвітню виставку в Париж.
Літературно-театральний музей первісно розташували на Лужнецькій вулиці в помешканні самого Олексія Бахрушина. Колекція невпинно зростала і переросла межі звичного приватного зібрання. Частка театральних речей не могла бути перенесеною до приватної колекції через надвеликі розміри (театральні завіси і декорації, театральна машинерія тощо). Піклування про подальшу долю зібрання примусило Бахрушина передати збірку під залізну руку Російської держави. Він запропонував віддати зібрання в подарунок безоплатно — самоуряду Москви, але зустрів опір. Дар — не відбувся через повну незацікавленість уряду. 1909 року в незвичному зібранні московського мецената і колекціонера виявила зацікавленість лише Петербурзька академія наук. Перемови і узгодження тривали майже чотири роки. 25 листопада 1913 року відбувся урочистий акт зміни володаря. Було створене нове правління музею з головуванням Олексія Бахрушина, котрого зробили довічним почесним попечителем закладу. Музей залишався розташованим в Москві при володінні ним Петербурзькою академією наук. День 25 листопада 1913 року став фактично другим днем народження театрального музею, першого на той час в світі.

## Театральні старожитності Російської імперії

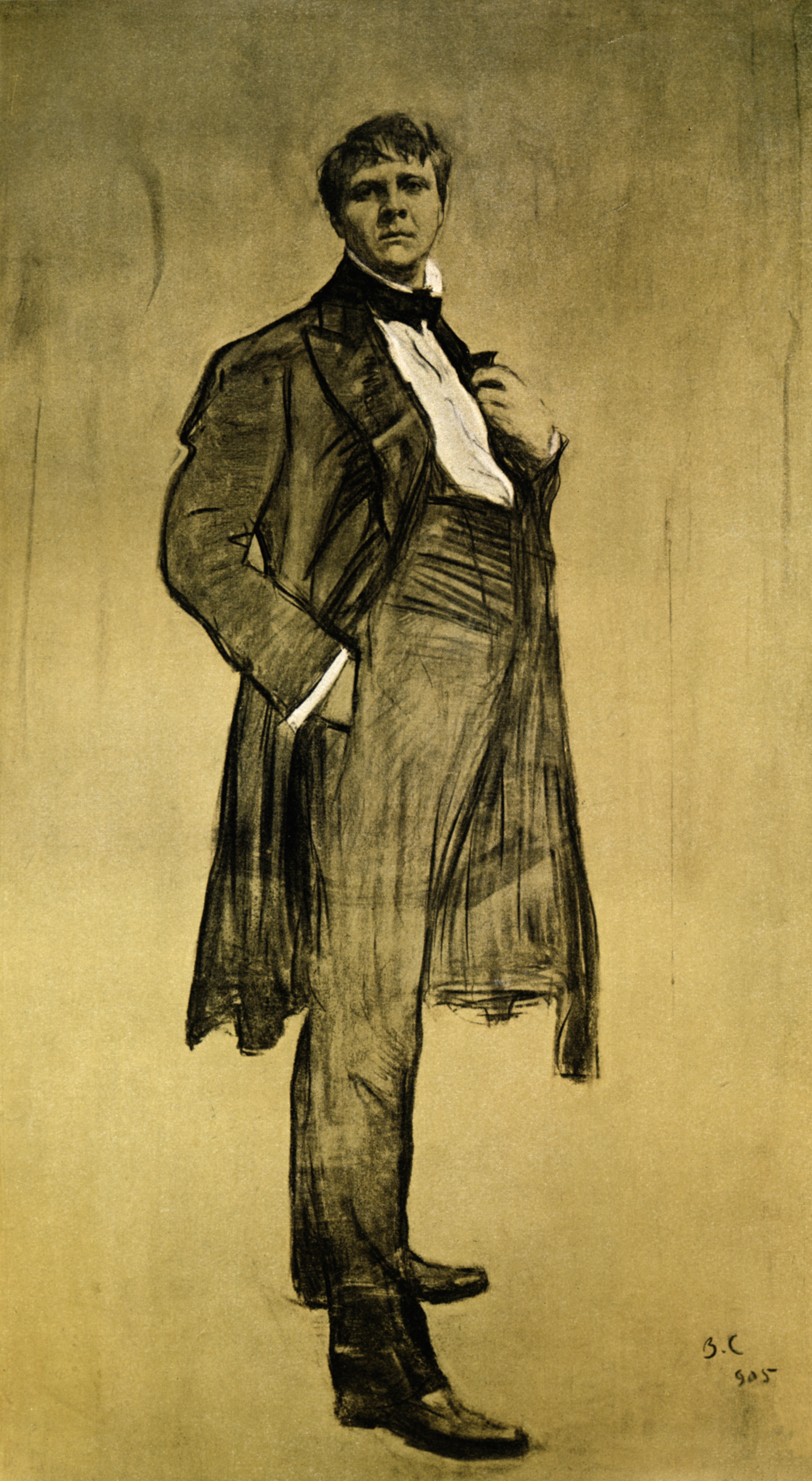
Серов Валентин. Портрет оперного співака Ф. Шаляпіна.

Колекцію збагачували часті відвідини московського ринку біля Сухаревої вежі та так звані «Бахрушинські суботи», коли багатій запрошував до себе акторів і режисерів московських театрів. Багато хто з них дарував колекціонеру автографи, театральні програмки, афіші, фото акторів в житті і в сценічних костюмах. Відвідини Петербурга дали змогу придбати цілком колекцію і архів актора і колекціонера Горбунова.
Накопичення різноманітних речей спонукало Бахрушина відобразити в колекції весь період вітчизняної театральної історії — від початку 18 століття до початку 20-го. Вже при житті Бахрушина в колекцію придбали твори театральних художників Костянтина Коровіна та Олександра Головіна.
Особливе місце в колекції посіли театральні речі доби кріпацтва, які не збирав майже ніхто.
Навіть Бахрушину не вдалося перехопити архівні і театральні речі, що стосувались театру в Кусково доби кріпацтва. Управитель садиби без дозволу володаря С. Шеремєтєва спалив декілька скринь з театральним реквізитом, переліками ролей і нотними збірками 18 століття. Без втручання Бахрушина историчні втрати в історії театру могли бути значно більшими.

## Родина
- Дружина — Віра Василівна Носова (1875—1942).
- Син — Бахрушин Юрій Олексійович (1896—1973), історик балету і викладач.
- Дочка — Бахрушина Кіра Олексіївна (1906—1968)

## Останні роки
На відміну від багатьох московських багатіїв і дворян, Бахрушин не емігрував із Росії, навіть після приходу до влади більшовиків. Відомо, що сам Володимир Ленін підозріло ставився до Бахрушина і чекав, коли ж і він емігрує, як і сотні тисяч інших незгодних з більшовицьким урядом. Більшовицькі репресії якось оминули Бахрушина і той не полишав піклування про театральний музей.
О. О. Бахрушин помер 1929 року у підмосковній садибі Малі Горки поблизу станції Апрелівка Київського напрямку Московської залізниці і був похований на Ваганьковському цвинтарі.

## Нетеатральна війна з театральним музеєм по смерті Бахрушина
Але ставлення до засновника музею О. Бахрушина було підозрілим навіть з боку В. І. Леніна, що чекав моменту, коли цей колишній фабрикант або емігрує, або перейде в яку-небуть контрреволюційну компанію. Розстріли як ефектний засіб вирішення проблем «професійні революціонери» засвоїли добре. (Бахрушин — не емігрував).
Підозріле ставлення до музею виливалось у справжню війну з музейним закладом. Вже восени1924 р. в музей прибула Замоскворецька контрольна комісія (російською — «в составе товарищей Казакова, Полторака, Серёгиной»). Музей ретельно обстежили, визнавши в акті обстеження — (російською) «На всем лежит печать Бахрушина, политическая физиономия которого, как бывшего фабриканта, не требует характеристики». Акт визнавав необхідність конфіскацій і утисків «против злейшего классового врага» О. Бахрушина. На захист театрального музею та його численних збірок став навіть тоді ще впливовий нарком Луначарський Анатолій Васильович (1875—1933) та діячі московських театрів. Але музею залишили лише невелику за площами головну споруду, саму колишню садибу і сад — конфіскували. Незабаром колишній каретний сарай Бахрушина став гаражем для завідувача радянської «Головнауки товариша Петрова». Зазіхння на музейне приміщення не припинили і надалі — його намагалися відібрати неодноразово у 1920-ті, у 1930-ті, у 1940-ві. По смерті Бахрушина почалася низка змін відомчої приналежності музею — він належав то
- Головнауці,
- то Головмистецтву,
- то комітету по справам мистецтва,
- то Управлінню наукових підрозділів Міністерства культури СРСР,
- то Управлінню радянських театрів,
- то Міністерству культури Російської Федерації.

Зміна «власників» не привела ні до ладу, ні до дійсної зацікавленості в існуванні культурно-історичного закладу. Дійшло до розташування в садибі лікарського закладу та виробництва сухих супів в пакетиках. Найбільш руйнівним був план розширення площі, що передбачав повне знищення історичної будівлі Бахрушинського музею. Але план не встигли реалізувати і здали в архів.